# Ingvariella
Ingvariella is een monotypisch geslacht in de familie Stictidaceae. Het bevat alleen de soort Ingvariella bispora.